# San Carlo Canavese
San Carlo Canavese – miejscowość i gmina we Włoszech, w regionie Piemont, w prowincji Turyn.
Według danych na rok 2004 gminę zamieszkiwało 3548 osób, 177,4 os./km².